# Мичурин, Василий Сергеевич
Васи́лий Серге́евич Мичу́рин (15 [28] июля 1916, Кузьмино, Костромская губерния — 16 декабря 2021, Минск) — участник советско-финской (пулемётчик 271-го мотострелкового полка 17-й мотострелковой дивизии 13-й армии Северо-Западного фронта, красноармеец) и Великой Отечественной войн. Полковник в отставке. Герой Советского Союза (07.04.1940). Самый пожилой (по продолжительности жизни) Герой Советского Союза, к тому же носивший это звание дольше всех. Также являлся последним из остававшихся в живых Героем Советского Союза, удостоенным этого звания за советско-финскую войну и до начала Великой Отечественной войны.

## Биография
Василий Сергеевич Мичурин родился 15 (28) июля 1916 года в деревне Кузьмино Буйского уезда Костромской губернии (ныне — в Судиславском районе Костромской области) в крестьянской многодетной семье.
Отец — Мичурин Сергей Васильевич, мать — Мичурина (Смирнова) Анна Михайловна.
Учиться Василий пошёл в возрасте 10 лет, окончил 4 класса начальной школы и продолжил обучение в школе колхозной молодёжи, которая находилась в селе Кабановском, в 7 км от деревни Кузьмино. Там вступил в комсомол. После окончания школы, по решению бюро райкома комсомола, был направлен на Воронскую машинно-тракторную станцию (МТС) агротехником, где проработал два года.
В 1937 году Василия первый раз призвали в армию. Призыв был небольшой, около 15 человек со всей области, но были отобраны только 2 человека для прохождения службы, по потребности того времени, со специальностью тракторист и кузнец. Василий не прошёл отбор и уехал в Ленинград, где жили и работали на стройке отец и брат.
После реформы армии в 1939 году был вызван в военкомат и предупреждён о запрете на выезд. В том же году был повторно призван в Красную Армию и направлен для прохождения службы в город Горький, где в сентябре-ноябре осваивал легендарный «максим» в пулемётной роте. В пулемётном расчёте (состав 4 человека) был первым номером — наводчиком. Призывник Василий Мичурин 5 декабря принял присягу. Был избран комсоргом. 19 декабря красноармеец В. Мичурин, пулемётчик 271-го мотострелкового полка 17-й мотострелковой дивизии, ехал в эшелоне с такими же «необстрелянными» бойцами в сторону Финляндии, на Северо-Западный фронт.

### Подвиг
В конце декабря 1939 года эшелоны прибыли в Ленинград. Красноармейцы 271-го мотострелкового полка 17-й мотострелковой дивизии вошли в состав 13-й армии и в пешем порядке двинулись в сторону Карельского перешейка, на передовую линию фронта. Вступили в бой практически с марша — 11 февраля 1940 года в 10.00 утра пошли в наступление и заняли рощу «Дыня» (условное военное название объекта).
Взводу (3 пулемётных расчёта: 15 человек и три станковых пулемёта) была поставлена задача занять оборонительную позицию на правом фланге батальона и отразить предполагаемую атаку противника (батальон выдвинулся далеко вглубь противника). В ночь с 11 на 12 февраля взвод вброд перешёл реку Пуннус-Йоки (Красная), близ хутора Мэро (ныне Приозерский район Ленинградской области) и занял оборону: в воронке от 500-килограммовой разорвавшейся бомбы по радиусу расставили пулемёты и к двум часам ночи окопались. Около трёх завязался бой. Командира ранили. Василий Мичурин принял командование на себя. Стрелять можно было только с близкого расстояния, чтоб наверняка — атакующие были в белых маскхалатах и хорошо владели русским языком. Атаки продолжались всю ночь, пулемётные очереди не стихали до утра. Противник наступал с остервенением: били миномёты, рвались гранаты.
Погибли товарищи (Хмельницкий, Окунев, Майоров).
Чтобы сдержать наступление и «показать» противнику, что огневые точки живы, красноармейцу В. Мичурину пришлось перебегать от пулемёта к пулемёту и давить на гашетку. Так были отражены шесть атак противника. Когда подоспела подмога, в живых остались только двое: Василий и серьёзно раненый Александр Королёв, но поставленная задача была выполнена — финляндские войска так и не смогли отрезать и взять в кольцо батальон.
12 февраля, после изнурительных ночных боёв, Василий Сергеевич был отправлен отдыхать на наблюдательный пункт — обычная траншея, неглубокий ров. Спали в траншеях: морозы стояли такие, что невозможно было выкопать землянки. Кругом жуткая картина: было много обмороженных и раненых. Отдохнуть и элементарно выспаться не получилось — внезапно началась массированная атака финнов, завязался бой. Василий успел выскочить из траншеи, найти ближайший пулемёт и вступить в бой вместо убитого пулемётчика.
Такими были боевые будни красноармейца Василия Мичурина, который в составе 13-й армии воевал до 13 марта 1940, когда СССР с Финляндией заключил мирный договор. Он хорошо помнит тот день: стоял холодный март, красноармейцы лежали на огневой позиции и вдруг видят — бежит солдат и кричит: «Прекратить огонь!»... Решили, что парень сошёл с ума.
На войне это часто бывало, но затихла стрельба, финны вылезли на бруствер и замерли, потом их построили и увели. Оказывается, подписан мирный договор, конец войне.
За события, которые разворачивались 11-12 февраля 1940 года на Карельском перешейке в период Зимней войны, Мичурину Василию Сергеевичу было присвоено звание Героя Советского Союза.
О награждении герой узнал от своих товарищей и комиссара, который вызвал его к себе и сказал: «Поздравляю, Василий Сергеевич, вас наградили самой высокой наградой. Вы — Герой Советского Союза!». Он не мог поверить, ведь в то время только лётчики героями становились, а тут — пулемётчик! Только после сообщения по радио и публикаций в прессе пришло осознание того, что совершил действительно нечто из ряда вон выходящее. В сообщении говорилось: «Указом Президиума Верховного Совета СССР от 7 апреля 1940 года за образцовое выполнение боевых заданий командования на фронте борьбы с финской белогвардейщиной и проявленные при этом отвагу и геройство красноармейцу Мичурину Василию Сергеевичу присвоено звание Героя Советского Союза с вручением ордена Ленина и медали „Золотая Звезда“ (№ 308)».
25 апреля 1940 года В. С. Мичурин и ещё трое представленных к высшей награде товарищей выехали в Москву. В Кремль прибыли 27 апреля, уже был выписан пропуск и приглашение в Георгиевский зал, где, помимо участников советско-финской войны, присутствовали отличившиеся в боях у озера Хасан и реке Халхин-Гол (необъявленная война между СССР и Японией в период 1938—1939 годов). Зачитал указ Президиума Верховного Совета СССР секретарь Президиума Центрального Исполнительного Комитета А. Ф. Горкин, а Почётную грамоту Президиума Верховного Совета, награды и купоны на получение 50 рублей в месяц в течение 5 лет вручил Председатель Верховного Совета М. И. Калинин.
После вручения награды Василий Сергеевич вернулся в свой 271-й полк, на место дислокации 17-й мотострелковой дивизии, в город Горький. Затем весь полк был направлен в город Павлово-на-Оке. Далее были летние лагеря под Гороховцом, небольшим городом России во Владимирской области. В июле 1940 — снова погрузка в эшелоны и отправка под Псков — началось стягивание войск Красной Армии на границы Прибалтики. Всё обошлось без вооружённого конфликта, их эшелон оказался «лишним» — простояли три дня на запасных путях и были отправлены в Житомир, до сентября изучать боевую подготовку, затем новый пункт назначения — город Полоцк, Белорусский военный округ: Боровуха-1, Боровуха-2.
Как отличившемуся в боевых действиях Мичурину в числе 63 участников войны с Финляндией было предложено получить военное образование в Военно-политическом училище Белорусского особого военного округа в Минске. В сентябре 1940 он сдал все экзамены и стал курсантом.

### Участие в Великой Отечественной войне
Василий Сергеевич Мичурин отучился всего 9 месяцев, когда началась Великая Отечественная война. На момент объявления войны курсанты ВПУ находились в летнем лагере, под Минском. Первое боевое задание получил 24 июня — рота курсантов должна была выводить обезумевших от ужаса людей из горящего после бомбёжки Минска в направлениях Слуцка, Могилёва и Москвы. Далее события разворачивались стремительно: 25 июня вышел приказ о зачислении курсантов ВПУ в резерв политуправления Западного фронта и направлении их в Буйничи (знаменитое Буйничское поле) под Могилёвом. Затем были Смоленск и Ярцево. В Смоленске узнали о приказе начальника главного политического управления (ГлавПУРа) о присвоении всем курсантам ВПУ звания младших политруков.
По распределению Василий Мичурин попал в 64-ю стрелковую дивизию и был отправлен в Ярцево политруком пулемётной роты 288-го стрелкового полка. Участвовал в тяжёлых оборонительных боях. Был трижды ранен. Самое тяжёлое ранение давало о себе знать до конца жизни Василия Мичурина осколком в шее. Это случилось под Гжатским (в 1968 году город был переименован в Гагарин) Смоленской области. Первая помощь была оказана в армейском госпитале в месте под названием Полотняный Завод, бывшее поместье Натальи Гончаровой, что близ Калуги. Там его спасли от смерти — сделали операцию по удалению пули и части осколков, а затем санитарным поездом отправили в Саранск, где он находился на излечении до 30 декабря 1941 года. По выздоровлении был направлен в город Горький, в отдел кадров политуправления Московского военного округа, помощником начальника политотдела окружных курсов младших лейтенантов.
В феврале 1942 года передислоцировался в Москву, прослужил политруком роты охраны штаба округа год, тогда же, в 1942 году, вступил в ВКП(б)/КПСС. В феврале 1943 получил звание капитана. В апреле 1944 был назначен помощником начальника политотдела по работе комсомола 128-го стрелкового корпуса.
С конца мая 1944 политотдел 128-го стрелкового корпуса 28-й армии вошёл в состав 1-го Белорусского фронта. На территории Белоруссии В. С. Мичурин участвовал в сражениях за освобождение Гомеля, Слуцка, Старых Дорог, Барановичей. Так, за участие в операции «Багратион» награждён орденом Красной Звезды с присвоением звания майора.
В сентябре 1944 года 28-я армия вошла в состав 3-го Белорусского фронта. В его составе В. С. Мичурин участвовал в тяжёлых боях за освобождение Польши. За боевую операцию в районе реки Нарев был награждён вторым орденом Красной Звезды.
В 1945 году, в боях на территории Восточной Пруссии, 128-й стрелковый корпус освобождал город Гумбиннен (теперь Гусев), за что получил звание «Гумбинненский». За взятие города Цинтен (город в восточной Пруссии, ныне посёлок Корнево Багратионовского района Калининградской области) В. С. Мичурин был награждён орденом Отечественной войны 2-й степени. После взятия Кёнигсберга 10 апреля 1945 года 128-й стрелковый Гумбинненский корпус 28-й армии вошёл в 1-й Украинский фронт.
16 апреля, в составе 1-го Украинского Фронта, корпус пошёл на взятие Берлина. Кровопролитные бои продолжались до 2 мая, дня объявления о прекращении военных действий немецкими войсками и сдачи в плен берлинского гарнизона. За участие в штурме Берлина Василий Мичурин награждён вторым орденом Отечественной войны 2-й степени.
Весть о долгожданной Победе застала Василия Сергеевича в городе Ческа-Липа, и война для него закончилась 13 мая 1945 года.

### После войны
Только в августе 1945 года, в составе своего корпуса, Василий Мичурин вернулся в Брест. Был назначен заместителем командира реактивного дивизиона «Катюш» по политчасти и прослужил там до 1950 года, получив звание подполковника.
В феврале 1950 года направлен для прохождения службы в Группу советских оккупационных войск в Германии на должность заместителя военного коменданта района города Фюрстенвальде. В 1952 году назначен заместителем командира зенитного полка в районе города Эберсвальде.
В 1954 прошёл Высшие курсы для политсостава. После окончания курсов, в сентябре этого же года, был назначен в Белорусский военный округ заместителем командира 310-го гвардейского полка (Уручье). В 1959 был избран ответственным секретарём партийной комиссии при политотделе 120-й гвардейской стрелковой дивизии.
В 1964 году получил звание полковника и назначен ответственным секретарём при политотделе специальных частей Минского гарнизона.
С 1965 года проживал в городе Минске. В 1973 году полковник В. С. Мичурин вышел в отставку.
Долгие годы Василий Сергеевич являлся активным членом различных российско-белорусских общественных и ветеранских организаций: почётный член военно-научного общества при Центральном Доме Офицеров ВС РБ; член БСО (Белорусский союз офицеров); член совета ветеранов Великой Отечественной войны.
Являлся постоянным членом президиума комитета по организации торжественных мероприятий, посвящённых празднованию Победы.
В 2002 и в 2006 в составе белорусской делегации был почётным гостем Президента РФ В. В. Путина. Несмотря на возраст, был активным участником клуба «Патриот» при Доме Обороны республиканского ДОСААФ, награждён различными грамотами за патриотическое воспитание молодёжи.
6 декабря 2017 года (после смерти В. Г. Павлова) Мичурин стал самым пожилым живущим Героем Советского Союза, а 17 марта 2018 года — самым пожилым Героем Советского Союза в истории.
Скончался 16 декабря 2021 года в Минске на 106-м году жизни. Похоронен с воинскими почестями на Восточном кладбище Минска.

## Семья
Был женат (жена умерла в 1989 году).
- Есть два сына.
- Три внучки и внук.
- Правнук и три правнучки.

## Награды
- Медаль «Золотая Звезда» Героя Советского Союза[3] (7 апреля 1940 года, № 308);
- Орден Ленина[3];
- Орден Отечественной войны I степени[3];
- Два ордена Отечественной войны II степени[3];
- Два ордена Красной Звезды[3];
- Орден «За службу Родине» III степени (15 апреля 1999 года) — за особые заслуги в защите Отечества, большой личный вклад в военно-патриотическое воспитание молодёжи и в связи с 65-летием со дня учреждения[5];
- Орден «За заслуги» III степени (5 мая 2010 года, Украина) — по случаю 65-й годовщины Победы в Великой Отечественной войне 1941—1945 годов, за проявленное личное мужество и героизм в освобождении Украины от фашистских захватчиков[6];
- 29 медалей[3], в том числе:
  - Медаль «За отвагу»[3];
  - Медаль «За победу над Германией в Великой Отечественной войне 1941—1945 гг.»[3];
  - Юбилейная медаль «Двадцать лет Победы в Великой Отечественной войне 1941—1945 гг.»;
  - Юбилейная медаль «Тридцать лет Победы в Великой Отечественной войне 1941—1945 гг.»;
  - Юбилейная медаль «Сорок лет Победы в Великой Отечественной войне 1941—1945 гг.».

## Память
- Навечно зачислен почётным солдатом 310-го гвардейского артиллерийского полка 120-й бригады.